# Paper Roses
«Paper Roses» es una canción escrita y compuesta por Fred Spielman y Janice Torre. En 1960, se convirtió en uno de los cinco mayores éxitos para Anita Bryant. Marie Osmond la grabó en 1973 y llevó su versión al número uno en la lista de música country de Estados Unidos.

## Versión de Anita Bryant
La versión de «Paper Roses» de Anita Bryant fue lanzada originalmente en 1960 como sencillo, acompañada de «Mixed Emotions» (Carlton 528). Monty Kelly proporcionó los arreglos orquestales. Fue la primera canción en su álbum de 1961 titulado Hear Anita Bryant In Your Home Tonight! (Carlton STLP 12/127), grabado en «Estéreo Provocativo». «Paper Roses» fue el mayor éxito de Bryant en la lista Billboard Pop, alcanzando el número 5 en 1960. Bryant continuó lanzando sencillos después del éxito de «Paper Roses», y aunque algunos alcanzaron el Top 40, nunca volvió a tener otro éxito tan grande como «Paper Roses».

### Gráficos
| Listas (1960)                            | Mejor posición |
| ---------------------------------------- | -------------- |
| Canadá (CHUM Hit Parade)                 | 1              |
| Nueva Zelanda (Lever Hit Parades)        | 3              |
| Reino Unido (Official Charts Company)    | 24             |
| Estados Unidos (Billboard Hot 100)       | 5              |
| Estados Unidos Hot R&B Sides (Billboard) | 16             |
| Estados Unidos Cash Box Top 100          | 7              |

## Versión de Marie Osmond

### Antecedentes
En 1973, los hermanos de Marie Osmond, The Osmonds, ya estaban bien establecidos como estrellas en el mundo de la música pop y como ídolos adolescentes (especialmente Donny). La administración de The Osmonds convenció a Marie Osmond para que probara suerte en el canto también, y pronto estaba actuando con sus hermanos en giras, pero no oficialmente como miembro. Cuando comenzó a grabar, Marie tomó un enfoque diferente musicalmente de sus hermanos: decidió intentar triunfar en la música country. Pronto, Osmond fue contratada por MGM Records en Los Ángeles, California.
Mike Curb, quien había supervisado los éxitos en solitario de Donny Osmond con versiones de viejos éxitos como «Go Away Little Girl», «Puppy Love», «Sweet and Innocent» y «Hey Girl», utilizó el mismo enfoque con Marie Osmond. Según Curb en el libro Billboard's Hottest Hot 100 Hits de Fred Bronson, cuando Curb estaba buscando canciones country para que ella grabara en su primer álbum, Sonny James sugirió que Osmond cantara «Paper Roses».

### Lanzamiento
«Paper Roses» fue la primera canción grabada por Osmond como artista solista, y también su primer sencillo lanzado. El sencillo fue lanzado en agosto de 1973. MGM promocionó el sencillo primero en la radio country, y recibió una reacción favorable a la canción por parte de estaciones de radio y locutores. Pronto, la canción se convirtió en un éxito para Osmond, llegando al número uno en las listas de música country. Pronto, la canción cruzó también a la radio pop, convirtiéndose en un éxito de sencillos número 5 en Pop y número 1 en Easy Listening. Coincidentemente, en las listas de pop, alcanzó la misma posición que la versión de Anita Bryant. El álbum y el sencillo recibieron certificaciones de Oro en los Estados Unidos.
Al alcanzar el número 1, Osmond se convirtió, con menos de un mes después de cumplir 14 años, en la artista femenina más joven y en el artista solista más joven en alcanzar el número 1 en la lista Billboard Hot Country Songs, un récord que aún se mantiene hasta 2015. En el Reino Unido, donde la «Osmond-manía» era tan fuerte como (si no más fuerte que) en los Estados Unidos, «Paper Roses» llegó hasta el número 2 en UK Singles Chart. Osmond siguió el éxito de «Paper Roses» con una versión de otro éxito de Anita Bryant de 1960, «My Little Corner of the World», pero no le fue tan bien, alcanzando solo el número 33 en las listas de música country y apareciendo como una canción en los márgenes de las listas de pop.
Regrabó «Paper Roses» con el mismo productor y en el mismo estudio para su álbum de grandes éxitos de 1990 The Best of Marie Osmond en Curb Records porque su sello discográfico en ese momento no tenía los derechos para incluir la grabación original.
«Paper Roses» ha sido adoptada por los fanáticos del equipo de fútbol escocés Kilmarnock F.C. como el himno del club y se reproduce en los juegos importantes durante toda la temporada.

### Gráficos
| Listas (1973–74)                    | Mejor posición |
| ----------------------------------- | -------------- |
| Australia (Kent Music Report)       | 11             |
| Canadá (RPM Top Singles)            | 12             |
| Irlanda (IRMA)                      | 6              |
| Nueva Zelanda (Listener)            | 12             |
| Sudáfrica (Springbok)               | 10             |
| Reino Unido UK Singles Chart        | 2              |
| Estados Unidos (Hot Country Songs)  | 1              |
| Estados Unidos (Billboard Hot 100)  | 5              |
| Estados Unidos (Adult Contemporary) | 1              |
| Estados Unidos Cash Box Top 100     | 6              |

## Otras versiones
«Paper Roses» se convirtió en una canción ampliamente versionada internacionalmente en 1960, como informó la revista Billboard en su edición del 6 de junio de 1960, donde se mencionaba que no menos de 33 versiones diferentes habían sido lanzadas en varios países europeos, incluyendo cuatro versiones en el Reino Unido y seis en Alemania solamente. También se informó que se creía que la canción había infringido el copyright de varias canciones en Alemania, el Reino Unido y los EE. UU.
- Una versión de «Paper Roses» fue grabada por Maureen Evans en 1960, alcanzando el puesto número 40 en junio en la lista de sencillos del Reino Unido.[22]
- The Kaye Sisters tuvieron un éxito con su versión que alcanzó el puesto número 7 el 14 de septiembre de 1960 en la lista del Reino Unido.[23]
- También se grabó una versión por Cristy Lane para uno de sus álbumes Country Classics.
- En el Reino Unido, Dame Vera Lynn grabó la canción para su álbum Vera Lynn in Nashville.
- Connie Smith grabó una versión para su álbum de 1966 Born to Sing.
- En 1974, Flor Silvestre grabó una versión en español, «Vuelve pronto», para su álbum Con todo mi amor a mi lindo Puerto Rico.
- En 1975, Loretta Lynn grabó una versión de «Paper Roses» en su álbum Back to the Country.
- En 1975, The Shaggs grabaron una versión para su segundo álbum inacabado, que finalmente fue lanzado en 1982 en el álbum recopilatorio Shaggs' Own Thing.
- En 1977, Slim Whitman grabó «Paper Roses» para su álbum Home on the Range, que alcanzó el número 2.
- En 1998, Jolina Magdangal grabó «Paper Roses» para su álbum Jolina lanzado por Star Music.
- El dúo country Joey + Rory grabó una versión para su álbum de 2014 Country Classics: A Tapestry of Our Musical Heritage.
- En 2017, Kathryn Bernardo grabó «Paper Roses» para su segundo álbum Lovelife with Kath lanzado por Star Music.